# Istočni arawe jezici
Istočni arawe jezici (), malena podskupina arawe jezika, šire skupine arawe-pasismanua, koja obuhvaća svega četiri jezika koja se govore u Papui Novoj Gvineji, na području provincije Zapadna Nova Britanija. 
Ovim jezicima govori oko 3,550 ljudi. Predstavnici su: akolet 950 (1982 SIL), avau 620 (2002 SIL), bebeli 1,050 (1982 SIL), lesing-gelimi 930 (1982 SIL).

## Vanjske poveznice
- Ethnologue (14th)
- Ethnologue (15th)